# خط أنابيب كركوك-حيفا

خريطة توضح امتداد انبوب النفط من حقول شمال العراق حتى ميناء حيفا.

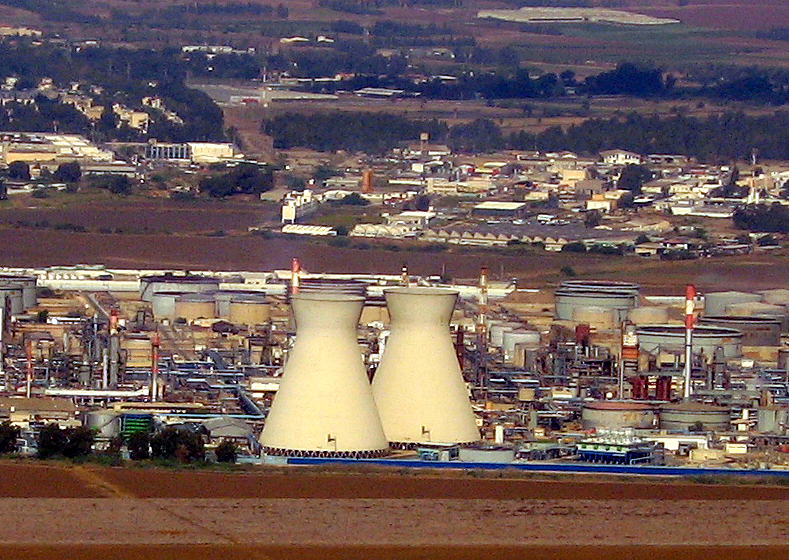
مصفاة نفط حيفا التي كان يُنقل اليها النفط العراقي قبل تصديره لباقي العالم.

خط أنبوب نفط كركوك - حيفا هو خط سابق لنقل النفط الخام المُستخرج من حقول كركوك الواقعة شمال العراق إلى مدينة حيفا الفلسطينية (الآن في إسرائيل)، مرورا بالأراضي الأردنية. يبلغ قطر هذا الأنبوب 305 ملم ويمتد مسافة مقدارها 942 كم إلى أن ينتهي في ميناء حيفا لتصدير النفط إلى باقي العالم. شيدته عام 1932م شركة نفط العراق أثناء الانتداب البريطاني على هذه البلدان، وقد استغرق العمل في انشاءه 3 أعوام. توقف الأنبوب عن العمل نهائيا عام 1948، بعد أن أوقفت الحكومة العراقية ضخ النفط عبره بسبب حرب 1948 وتأسيس دولة إسرائيل على أرض فلسطين، حيث كان الجيش العراقي أحد الأطراف المحاربة ضد الدولة العبرية الوليدة آنذاك.
بعد احتلال العراق عام 2003، بدأ بعض المسؤولين الإسرائيليين بالتحدث حول إعادة العمل بهذا الخط بعد توقفه لمدة 55 عاماً. وأن الاستعدادات لمثل هذا التطور جارية. كما أكدت مصادر سياسية إسرائيلية انه مع تقدم القوات الأميركية والبريطانية داخل العراق، أجرت أوساط عربية حكومية مع ديوان رئيس الوزراء الإسرائيلي ارييل شارون اتصالات بهدف استئناف تشغيل انبوب النفط إلى حيفا. كمال قال وزير البنى التحتية الإسرائيلي باريتسكي ان تشغيل انبوب النفط بين الموصل وحيفا قد يخفض اسعار الوقود بنحو 25%. وكان مصدر في وزارة البنى التحتية الإسرائيلية قد أعلن في شهر أبريل (نيسان) 2005 ان إسرائيل كانت تجري محادثات مع المسؤولين الأردنيين من أجل إعادة تشغيل الانبوب، الا ان السلطات الأردنية نفت ذلك في حينها.